# Piano Man (EP)
Piano Man es el segundo EP del grupo surcoreano Mamamoo. Fue publicado el 21 de noviembre de 2014 por Rainbow Bridge World y distribuido por  CJ E&M Music. Contiene dos canciones, el sencillo homónimo y «Gentleman», en colaboración con Esna. Musicalmente el álbum está inspirado en el estilo retro, mientras que el sencillo principal fue descrito como una canción electrónica swing.

## Lista de canciones
| N.º | Título                           | Letras   | Música            | Duración |  |
| 1.  | «Piano Man»                      | Kim Eana | Kim Do-hoon, Esna | 3:15     |  |
| 2.  | «Gentleman» (애매모호)           | Kim Eana | Kim Do-hoon, Esna | 3:40     |  |
| 3.  | «Love Lane»                      | Kim Eana | Kim Do-hoon, Esna | 3:21     |  |
| 4.  | «Piano Man» ((Versión en piano)) | Kim Eana | Kim Do-hoon, Esna | 3:15     |  |
| 5.  | «Piano Man» ((Instrumental))     | Kim Eana | Kim Do-hoon, Esna | 3:17     |  |